# Mexico, Missouri
Mexico är administrativ huvudort i Audrain County i Missouri. Mellan 1858 och 1930 var Mexico säte för Hardin College som före 1873 hette Audrain Female Academy.